# Daniel B. Wesson

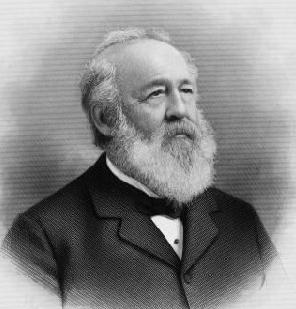

Daniel Baird Wesson (18 de maio de 1825 — 4 de agosto de 1906), foi um inventor e fabricante de armas de fogo Norte americano. Ele foi o cofundador da Smith & Wesson e ajudou a desenvolver várias armas de fogo que influenciaram o desenho de muitas outras ao longo de sua vida.

## Histórico
Daniel Baird Wesson foi o filho de Rufus e Betsey (Baird) Wesson. O pai de Daniel foi um fazendeiro e fabricante de arados de madeira, e Daniel trabalhou na fazenda enquanto cursava a escola pública, até os dezoito anos, quando ele se tornou aprendiz no negócio do irmão Edwin Wesson, um líder no negócio de rifles e pistolas de precisão, em Northborough, Massachusetts.
Wessom casou-se com Cynthia Maria Hawes, em 26 de maio de 1847 em Thompson, Connectticut. O pai de Cynthia se opôs ao casamento argumentando que Wesson era um "mero armeiro sem futuro", forçando o casal a fugir. O salário de Wesson chegou a mais de $160.000 por ano em 1865.
O casal teve uma filha e três filhos: Sarah Janette Wesson (n. 1848); Walter Wesson (n.1850); Frank Wesson (n. 1853); e Joseph Wesson (n. 1859).
Em 1854, Daniel B. Wesson se associou a Horace Smith e Courtlandt Palmer para desenvolver a pistola de ação de alavanca "Smith & Wesson Lever Pistol"  e o primeiro rifle de repetição, usando o mesmo tipo de mecanismo, o Volcanic. A produção ficava no estabelecimento de Horace Smith em Norwich, Connecticut. Originalmente usando o nome "Smith & Wesson Company", o nome foi trocado para "Volcanic Repeating Arms Company" em 1855, com a entrada de novos investidores, um dos quais era Oliver Winchester. A Volcanic Repeating Arms Company obteve todos os direitos dos desenhos Volcanic (para rifle e pistola que estavam em produção na época) assim como a munição, da Smith & Wesson Company. Wesson permaneceu como gerente da fábrica por oito meses, antes de se associar novamente a Smith para fundar a "Smith & Wesson Revolver Company" quando obteve os direitos sobre a patente do "rear loading cylinder" ("cilindro de carga traseira") do inventor Rollin White.
Em 1856 a Smith & Wesson começou a produzir um pequeno revolver para cartuchos de fogo circular que eles patentearam em agosto de 1854. Esse revólver, foi o primeiro usando cartuchos totalmente integrados bem-sucedido do mundo. A Smith & Wesson manteve as patentes para o revólver, para evitar que outros fabricantes produzissem aquele tipo de revólver, dando à companhia um mercado muito lucrativo.
Aos 65 anos, Horace Smith se retirou da companhia e vendeu sua participação para D. B. Wesson, que se tornou o único dono do negócio. No final da década de 1800, a companhia introduziu sua linha de revólveres com cão embutido, que vem sendo produzido até os dias atuais.
Em 1899, a Smith & Wesson introduziu o que é considerado o revólver mais famoso do mundo, o .38 Military & Police (Model 10). Esse revólver está em produção contínua desde aquele ano e foi utilizado por virtualmente todas as agências policiais e forças militares ao redor do mundo.